# Basiletto
Il basiletto è la lingua meno elevata all'interno di un sistema sociale e culturale.
Un esempio tipico di basiletto è rappresentato dalle lingue romanze: in epoca medievale infatti esse venivano usate per la comunicazione giornaliera ed a scopi prevalentemente pratici, mentre il latino era la lingua della cultura e della Chiesa e veniva adoperato nei contesti più prestigiosi: aveva quindi funzione di acroletto.
Analogamente in Italia i dialetti, che la linguistica moderna considera lingue, svolgono tuttora il ruolo di basiletti, in quanto sono utilizzati per lo più verbalmente ed anzi la maggior parte dei parlanti non è in grado di leggerli e scriverli.  
Generalmente i basiletti non sono nemmeno insegnati nelle scuole, o tutt'al più nelle scuole elementari. Spesso, cioè, lo status di basiletto è frutto di scelte politiche ed ecclesiastiche.
In moltissime comunità del mondo è possibile assistere a situazioni di diglossia, ossia alla presenza di più lingue, che spesso vengono usate in contesti e con funzioni differenti. 